# Zoni Eidikis Prostasias Limni Oroklinis
Zoni Eidikis Prostasias Limni Oroklinis este o arie protejată (arie de protecție specială avifaunistică — SPA) din Cipru întinsă pe o suprafață de 56,43 ha, integral pe uscat.

## Localizare
Centrul sitului Zoni Eidikis Prostasias Limni Oroklinis este situat la coordonatele 34°46′01″N 33°39′10″E / 34.7669°N 33.6528°E.

## Înființare
Situl Zoni Eidikis Prostasias Limni Oroklinis a fost declarat arie de protecție specială avifaunistică în iulie 2009 pentru a proteja 90 de specii de animale.

## Biodiversitate
Situată în ecoregiunea mediteraneană, aria protejată conține 5 habitate naturale: Salicornia și alte specii anuale care populează regiunile mlăștinoase și nisipoase, Pășuni mediteraneene udate de apa mării (Juncetalia maritimi), Tufărișuri halofile mediteraneene și termo-atlantice (Sarcocornetea fruticosi), Sarcopoterium spinosum phryganas, Galerii și tufărișuri riverane sudice (Nerio-Tamaricetea și Securinegion tinctoriae).
La baza desemnării sitului se află mai multe specii protejate:
- păsări (89): lăcar-de-rogoz (Acrocephalus schoenobaenus), lăcar-de-lac (Acrocephalus scirpaceus), fluierar de munte (Actitis hypoleucos), pescăruș albastru (Alcedo atthis), rață pitică (Anas crecca), rață mare (Anas platyrhynchos), fâsă roșiatică (Anthus cervinus), fâsă de luncă (Anthus pratensis), lăstunul mare (Apus apus), stârc cenușiu (Ardea cinerea), stârc roșu (Ardea purpurea), stârc galben (Ardeola ralloides), rață roșie (Aythya nyroca), buhai de baltă (Botaurus stellaris), Bubulcus ibis, pasărea ogorului (Burhinus oedicnemus), șorecarul comun (Buteo buteo), șorecar mare (Buteo rufinus), fugaci de țărm (Calidris alpina), fugaci roșcat (Calidris ferruginea), fugaci mic (Calidris minuta), bătăuș (Calidris pugnax), rândunică roșcată (Cecropis daurica), prundăraș de sărătură (Charadrius alexandrinus),  prundaș gulerat mic (Charadrius dubius), chirichița cu obraz alb (Chlidonias hybrida), chirighiță-cu-aripi-albe (Chlidonias leucopterus), barză albă (Ciconia ciconia), erete de stuf (Circus aeruginosus), erete alb (Circus macrourus), prepeliță (Coturnix coturnix), gușă vânătă (Cyanecula svecica), lăstun de casă (Delichon urbicum), egretă mică (Egretta garzetta), presură sură (Emberiza calandra), măcăleandru (Erithacus rubecula), șoim călător (Falco peregrinus), vânturel de seară (Falco vespertinus), Francolinus francolinus, lișiță (Fulica atra), becațină comună (Gallinago gallinago), găinușă de baltă (Gallinula chloropus), pescăriță râzătoare (Gelochelidon nilotica), cocor (Grus grus), piciorong (Himantopus himantopus), rândunică (Hirundo rustica), Iduna pallida, stârc pitic (Ixobrychus minutus), capîntortură (Jynx torquilla), sfrâncioc roșiatic (Lanius collurio), sfrânciocul cu frunte neagră (Lanius minor), pescăruș-cu-cap-negru (Larus melanocephalus), pescăruș râzător (Larus ridibundus), sitar de mâl (Limosa limosa), rață fluierătoare (Mareca penelope), prigoare (Merops apiaster), codobatură galbenă (Motacilla alba), codobatura galbenă (Motacilla flava), muscar sur (Muscicapa striata), rață cu ciuf (Netta rufina), stârc de noapte (Nycticorax nycticorax), pietrar sur (Oenanthe oenanthe), cormoran mare (Phalacrocorax carbo), Phoenicopterus ruber, codroș de munte (Phoenicurus ochruros), pitulice de munte (Phylloscopus collybita), pitulice-fluierătoare (Phylloscopus trochilus), țigănuș (Plegadis falcinellus), cresteț pestriț (Porzana porzana), cristei de baltă (Rallus aquaticus), lăstun de mal (Riparia riparia), mărăcinar (Saxicola rubetra), mărăcinar negru (Saxicola torquatus), Spatula clypeata, rață cârâitoare (Spatula querquedula), chiră de baltă (Sterna hirundo), chiră mică (Sternula albifrons), turturică (Streptopelia turtur), graur (Sturnus vulgaris), silvie cu cap negru (Sylvia atricapilla), silvie mediteraneană (Sylvia melanocephala), fluierar de mlaștină (Tringa glareola), fluierar cu picioare verzi (Tringa nebularia), fluierarul de zăvoi (Tringa ochropus), fluierar de lac (Tringa stagnatilis), fluierarul cu picioare roșii (Tringa totanus), pupăză (Upupa epops), nagâț sudic (Vanellus spinosus), nagâț (Vanellus vanellus)
- pești (1): anghilă (Anguilla anguilla)

Pe lângă speciile protejate, pe teritoriul sitului au mai fost identificate 3 specii de amfibieni, 3 specii de mamifere, 6 specii de reptile.